# Guizaburuaga
Guizaburuaga (oficialmente en euskera: Gizaburuaga) es un municipio de la provincia de Vizcaya en la comunidad autónoma del País Vasco, España. Situado en la comarca de Lea-Artibai en el valle del río Lea. Tiene una extensión de 6.32 km² y una población de 196 habitantes lo que da una densidad poblacional de 31.01 habitantes por kilómetro cuadrado.
Ubicada en un accidentado terreno a orillas del Lea y de su afluente el arroyo Telleria y rodeada por los montes Llorna, Askin, Derrota y Ganetxu, Guizaburuaga es una pequeña anteiglesia que nació cuando en 1519, una bula del papa León X otorgó la independencia a las parroquias de Amoroto y Guizaburuaga, de la parroquia matriz de Santa María de Lequeitio concediéndoles derecho a pila bautismal, presbíteros y sacerdote. 

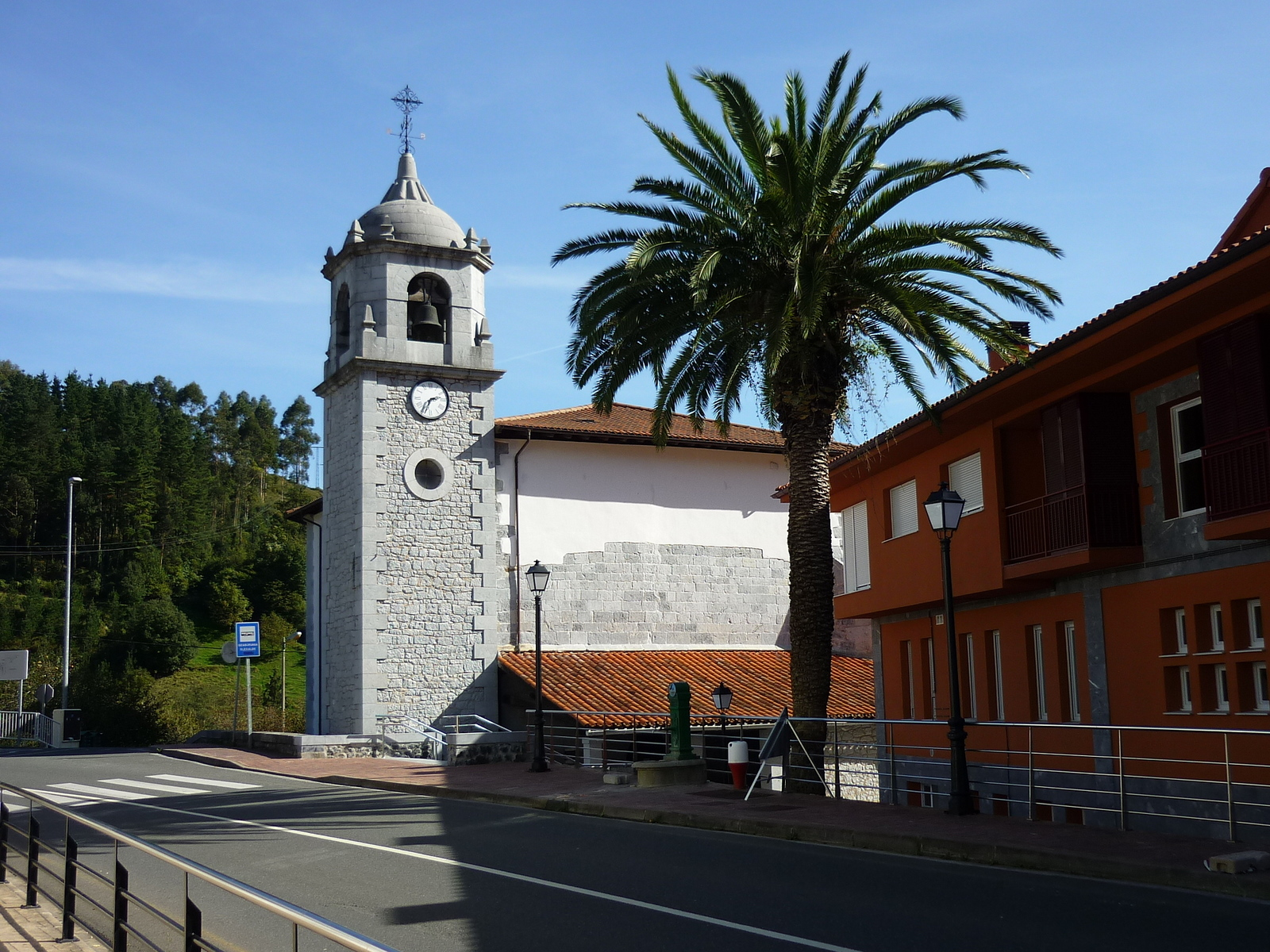
Iglesia de Santa Catalina

En su territorio municipal se hallan las cuevas de Jentilkoba y Txotxinkoba donde se han hallado restos prehistóricos.Durante la Edad Media fue un importante enclave industrial, contaba con las instalaciones preindustriales de mayor dimensión del País Vasco, actividad que a finales del siglo XX vuelve a resurgir.
Su denominación se debe a una batalla que se libró en ese lugar, anteriormente llamado Ibaibaso, en el siglo X entre vizcaínos y franceses. gizaburuaga de traduce como sitio de hombres sin cabeza, haciendo referencia a la cantidad de decapitados que dejó dicha batalla que perdieron los vizcaínos.

## Toponimia
La etimología de Guizaburuaga parece a priori clara; se puede descomponer el nombre en las siguientes palabras provenientes del euskera: giza ('hombre'), buru ('cabeza') y el sufijo locativo -aga. Su traducción sería 'sitio de cabezas humanas'. 
Juan Ramón de Iturriza, en su Historia General de Vizcaya (1885), recogió una supuesta tradición oral que explicaría el origen de tan enigmático nombre. Según Iturriza el nombre antiguo de Guizaburuaga era Ibaibaso (lit. bosque del río); hasta que en el siglo X, se produjeron sangrientas luchas en dicho lugar entre franceses y vizcaínos. A partir de entonces el lugar pasó a ser conocido como Guizaburuaga, que significaría "el hombre sin cabeza" (sic.).
Tradicionalmente el topónimo se ha escrito como Guizaburuaga, que se considera el nombre formal en castellano de la localidad. De acuerdo a las reglas ortográficas modernas del euskera, se debe escribir Gizaburuaga en este idioma (la pronunciación sería similar a guisaburuaga). En el año 2000, el ayuntamiento adoptó oficialmente Gizaburuaga como denominación oficial del municipio.

## Historia
Hay un silencio documental absoluto sobre Guizaburuaga hasta el siglo XVI, cuando aparece por primera vez mencionada en relación con los pleitos existentes entre Lequeitio y las poblaciones rurales que la rodeaban. Las iglesias de Ispáster, Amoroto, Mendeja y Guizaburuaga dependían por aquel entonces de la iglesia parroquial de Santa María de Lequeitio, como templos filiales de ésta. Esta situación no era del agrado de dichas poblaciones, que en ocasiones se negaron a pagar los diezmos a la iglesia de Lequeitio. El pleito finalizó en 1519 cuando el Papa León X emitió una bula que permitía a las iglesias de Guizaburuaga, Ispáster, Amoroto y Mendeja erigirse en parroquias independientes con capacidad de administrar todos los sacramentos. Este hecho implicó también la independencia administrativa de Guizaburuaga, ya que en la Tierra Llana de la Vizcaya del siglo XVI, parroquia y anteiglesia administrativa eran términos casi análogos.

## Demografía
Guizaburuaga cuenta con una población de 197 habitantes (INE 2024).
| Gráfica de evolución demográfica de Guizaburuaga entre 1842 y 2021 |
| |
| Población de derecho según los censos de población del INE Población de hecho según los censos de población del INEEn estos censos se denominaba Guizaburuaga: 1842, 1857, 1860, 1877, 1887, 1897, 1900, 1910, 1920, 1930, 1940, 1950, 1960, 1970, 1981 y 1991 |

## Economía
En el término municipal de Guizaburuaga se encuentra el polígono industrial de Okamika, inaugurado en 1987. Fue creado a iniciativo de los municipios del valle del Lea, que hasta entonces carecían prácticamente de industria, lo que suponía un serio problema de falta de trabajo para los jóvenes de la comarca. Guizaburuaga, a pesar de ser la localidad más pequeña del valle, fue elegida para la ubicación del polígono por su localización central en el valle del Lea y por su tradición proto-industrial.
20 años después de la creación del polígono, las cerca de 30 empresas que acoge Okamika ofrecen unos 400 puestos de trabajo, siendo el principal motor de la economía local, así como uno de los principales motores económicos de la comarca. 
Destaca por su implantación la industria de transformación del caucho con varias empresas de este subsector ubicadas en el municipio (Armearri Kautxoak; Eluark-Lan Indar; Hodikautxo; Kautxo Tiuna Inyección; Kautxo Tiuna). Todas estas empresas trabajan principalmente como subcontratas de la empresa Cikautxo y surgieron a la sombra de ésta. La mayor parte del empleo del polígono (cerca de un 65%) se concentra en estas 5 empresas.
El resto de empresas implantadas en el polígono presentan bastante diversificación. Hay una fábrica de lámparas (B.Lux-Herriola) y una de artículos de ferretería (Manufactura Urcal), que superan los 20 trabajadores. Las demás empresas no llegan a este número de empleados.

## Administración y política
| Partido político                    | 2023   | 2023  | 2023       | 2019  | 2019  | 2019       | 2015  | 2015  | 2015       | 2011  | 2011  | 2011       | 2007  | 2007  | 2007       |
| Partido político                    | %      | Votos | Concejales | %     | Votos | Concejales | %     | Votos | Concejales | %     | Votos | Concejales | %     | Votos | Concejales |
| Ibaibaso (IB)                       | 100,00 | 85    | 5          | 97,56 | 80    | 5          | 89,33 | 67    | 5          | 74,79 | 89    | 5          | 66,10 | 78    | 5          |
| Partido Popular del País Vasco (PP) | –      | –     | –          | 0,00  | 0     | 0          | –     | –     | –          | 0,84  | 1     | 0          | –     | –     | –          |

## Servicios
- Bar Restaurante Herriko
- Bar Restaurante Tere

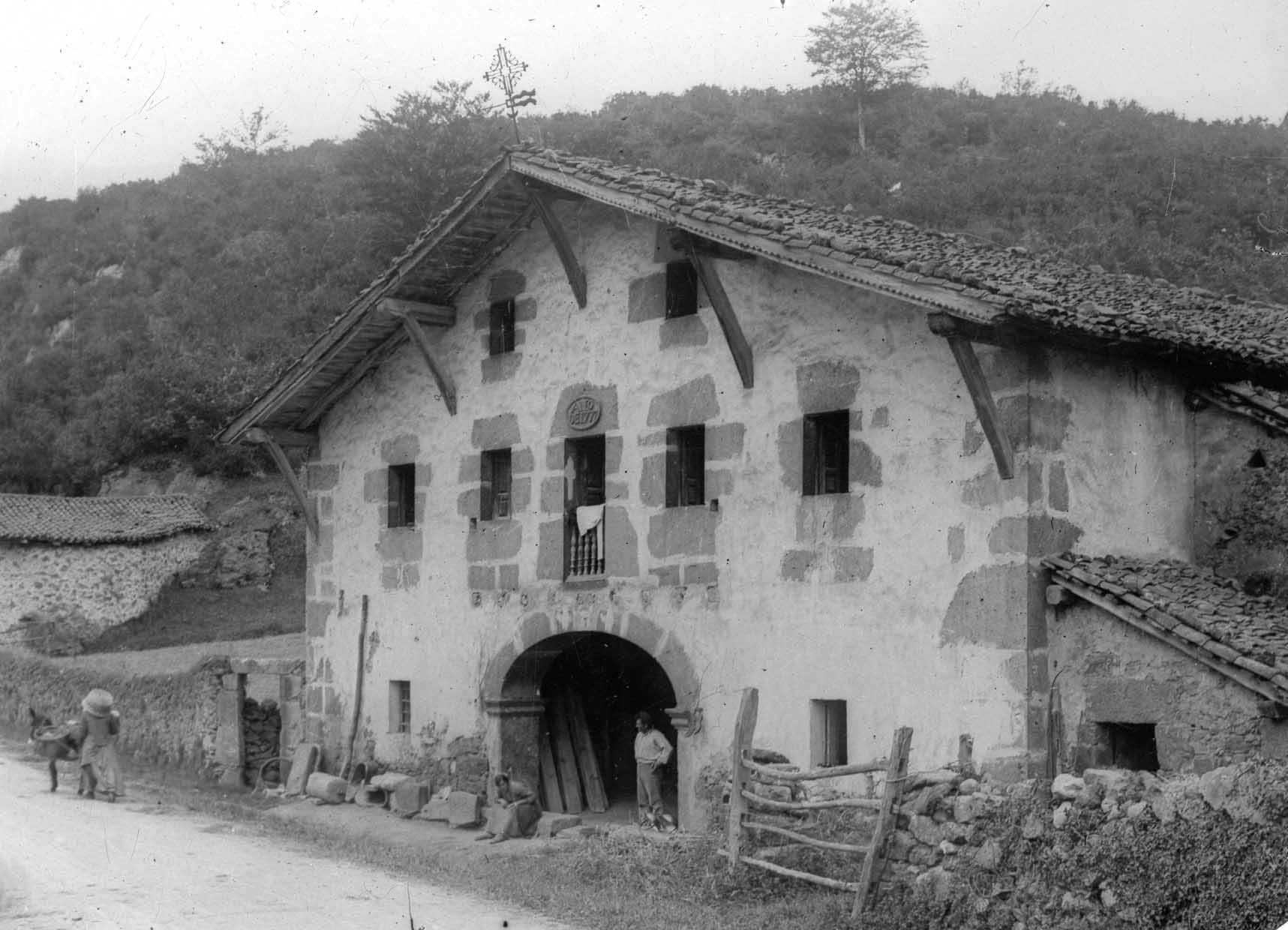
Casa de Labranza. Fotografía: Indalecio Ojanguren

- Bar Restaurante Oiniz, en el polígono Okamika
- Agroturismo Akuiola
- Mancomunidad Municipal de Lea Ibarra